# Инкпин, Альберт
Альберт Сэмюэл Инкпин (англ. Albert Samuel Inkpin; 16 июня 1884 года ― 29 марта 1944 года) ― британский коммунист, первый генеральный секретарь Коммунистической партии Великобритании.
В 1929 году был заменён на посту главы КПВ и возглавил другую партийную организацию под названием «Друзья Советской России». Оставался её руководителем вплоть до своей смерти.

## Биография

### Ранние годы
Альберт Инкпин родился 16 июня 1884 года в Хаггерстоне, Лондон. Он работал клерком и вступил в Национальный союз клерков, став помощником его секретаря в 1907 году. В 1904 году он присоединился к марксистской Социал-демократической федерации (SDF), а в 1907 году стал одним из помощников секретаря. После реорганизации Социал-демократической федерации в новую Британскую социалистическую партию (BSP) в 1911 году продолжил свою работу в качестве помощника секретаря в этой новой организации.
В 1913 году Инкпин был избран генеральным секретарем БСП. Он был убежденным интернационалистом и антимилитаристом, противником Первой мировой войны и делегатом на Циммервальдской конференции. Это поставило его в конфликт с бывшим лидером СДФ Г. М. Гайндманом, который поддерживал участие Великобритании в конфликте. Эта напряженность между левыми и правыми крыльями БСП закончилась в 1916 году, когда Гайндман и его единомышленники покинули группу. В это время Инкпин взял на себя редакцию еженедельной газеты БСП, The Call. Заявление Инкпина в 1917 году властям, в котором он называл себя сознательным отказчиком от военной службы по соображениям совести, было отклонено военным трибуналом Хорнси и Апелляционным трибуналом Мидлсекса. Однако он был временно освобождён от службы, поскольку он был ведущей фигурой в политической партии и в конечном итоге так и не был призван в армию.
Таким образом, после 1916 года Инкпин и более радикальные элементы получили твёрдый контроль над БСП. Он представлял партию при основании движения «Руки прочь от Советской России!» в 1919 году. Поддержал дискуссию о единстве, которая привели к образованию Коммунистической партии Великобритании в 1920 году.

### Лидер коммунистов
Альберт Инкпин был секретарём Объединенного временного комитета Коммунистической партии ― группы представителей организаций членов партии, которые определяли повестку дня предстоящего учредительного съезда. Этот съезд проходил в Лондоне в выходные с 31 июля по 1 августа 1920 года и на нем присутствовало 160 делегатов, представивших 211 мандатов. Среди них были и его жена Джулия и брат Гарри. Инкпин выступил с программной речью перед собравшимися и был избран в руководящий Центральный комитет новой политической организации, став её генеральным секретарём.
Инкпин был назначен членом почётного президиума Третьего конгресса Всемирного Коммунистического Интернационала, проходившего в Москве летом 1921 года. По возвращении из советской России он столкнулся с большими проблемами с властями у себя на родине. Он был осужден за печать и распространение коммунистической литературы, отбыв шестимесячный срок с января по июнь 1922 года. Находясь в тюрьме, Инкпин баллотировался в Совет лондонского графства.
Инкпин вышел из тюрьмы и стал национальным организатором КПВ, но в следующем году снова стал генеральным секретарём. Как и в случае с высшими лидерами раннего американского коммунистического движения, такими как Чарльз Эмиль Рутенберг и Чарльз Дирба, канцелярский опыт Инкпина, несомненно, сослужил ему хорошую службу при выполнении многих административных задач, необходимых для повседневного руководства политической организацией.
В 1925 году Инкпин снова был заключён в тюрьму, на этот раз как один из 12 видных коммунистов, обвинённых в соответствии с положениями Акта о подстрекательстве к мятежу 1797 года. Он был приговорён к шести месяцам тюремного заключения и оставался в тюрьме до самого начала британской всеобщей забастовки в мае 1926 года.
Инкпин ушёл с поста генерального секретаря в 1929 году, и его заменил Гарри Поллитт после его противодействия политике «класс против класса» и критики его руководства со стороны внутренних противников и Коминтерна. Его исключили из секретариата партии и отправили в Бирмингем в качестве организатора. В то время как Коминтерн стремился положить конец его работе, Поллитт настаивал на сохранении Инкпина, в частности, из-за того, что он знал секреты партии. В начале 1930 года он был назначен секретарем ответвления КПГБ «Друзья Советского Союза», базирующегося в Берлине, а с 1933 года ― в Амстердаме. Он оставался верным Советскому Союзу и на ранних этапах Второй мировой войны стал популярным публичным оратором и сторонником идеи британо-советского сотрудничества.
В сентябре 1942 года Инкпин заболел раком, хотя и продолжал работать и оставался секретарем британского отделения «Друзья Советского Союза». Умер в марте 1944 года.

## Сочинения
- "Re-Establishing" the Second International: The Communist Party of Great Britain Replies to a Letter of Appeal Signed by Arthur Henderson (for the British Labour Party), J.H. Thomas and Harry Gosling (for the Trades Union Congress), and J. Ramsay MacDonald (for the Second International). London: Communist Party of Great Britain, n.d. [c. 1921].
- The Glory of Stalingrad. London: Russia Today Society, 1942.
- Friends of the USSR: The Story of the Russia Today Society. London: Russia Today Society, n.d. [1942].